# Otmuchów (gmina)
Otmuchów est une gmina mixte du powiat de Nysa, Opole, dans le sud-ouest de la Pologne, sur la frontière avec la République tchèque. Son siège est la ville d'Otmuchów, qui se situe environ 12 km à l'ouest de Nysa et 59 km au sud-ouest de la capitale régionale Opole.
La gmina couvre une superficie de 187,41 km2 pour une population de 14 225 habitants.

## Géographie
Outre la ville de Otmuchów, la gmina inclut les villages de Broniszowice, Buków, Goraszowice, Grądy, Janowa, Jarnołtów, Jasienica Górna, Jodłów, Kałków, Kamienna Góra, Kijów, Kwiatków, Łąka, Laskowice, Lasowice, Ligota Wielka, Lubiatów, Maciejowice, Malerzowice Małe, Meszno, Nadziejów, Nieradowice, Pasieki, Piotrowice Nyskie, Ratnowice, Rysiowice, Sarnowice, Siedlec, Śliwice, Starowice, Suszkowice, Ulanowice, Wierzbno, Wójcice et Zwanowice.
La gmina borde les gminy de Głuchołazy, Kamiennik, Nysa, Paczków, Pakosławice et Ziębice. Elle est également frontalière de la République tchèque.